# Jan Wasiewicz
Jan Karol Wasiewicz (né le 6 janvier 1911 à Lemberg en royaume de Galicie et de Lodomérie et mort le 9 novembre 1976 à Quilmes en Argentine) est un joueur de football international polonais, qui jouait en tant que milieu de terrain.

## Biographie
Sa carrière débute en 1926 dans une équipe de Lviv, le RKS. Il part ensuite au Lechia Lviv et au Pogoń en 1933. Sa dernière équipe joue en division une entre 1933 et 1939. Avec Pogoń, il joue 102 matchs et inscrit 3 buts. En équipe polonaise, Wasiewicz joue 11 matchs, et inscrit un but.
Il est réserviste durant la coupe du monde 1938, mais ne part pas en France, pour cause de blessure au dernier moment. Il est donc remplacé à la dernière minute par Ewald Dytko.
Wasiewicz combat lors de l'invasion de Pologne. Après la défaite polonaise, il s'enfuit en Hongrie. À partir de là, il part en France puis en Angleterre, où il combat ensuite avec la 1re division blindée polonaise du général Stanisław Maczek. À la fin 1944 et au début 1945, il combat en France, Belgique et Pays-Bas, lors de la fameuse bataille du 1er bataillon d'infanterie polonaise des « Bloody Shirts ». 
En récompense pour ses services extraordinaires, Wasiewicz reçoit les plus hauts ordres comme l'Ordre de Léopold belge.
Jusqu'en 1946, il sert dans les forces d'occupation en Allemagne. Il part ensuite vivre en Angleterre, puis en Argentine en 1949, où il demeure jusqu'à la fin de sa vie.